# Edward Emerson (jinete)
Edward Emerson –conocido como Denny Emerson– (20 de agosto de 1941) es un jinete estadounidense que compitió en la modalidad de concurso completo. Ganó una medalla de oro en el Campeonato Mundial de Concurso Completo de 1974, en la prueba por equipos.

## Palmarés internacional
| Campeonato Mundial | Campeonato Mundial     | Campeonato Mundial | Campeonato Mundial |
| Año                | Lugar                  | Medalla            | Categoría          |
| ------------------ | ---------------------- | ------------------ | ------------------ |
| 1974               | Burghley (Reino Unido) | Medalla de oro     | Por equipos        |